# Portugal en los Juegos Paralímpicos de Barcelona 1992
Portugal estuvo representado en los Juegos Paralímpicos de Barcelona 1992 por un total de 30 deportistas, 26 hombres y cuatro mujeres.

## Medallistas
El equipo paralímpico portugués obtuvo las siguientes medallas:
| Nombre | Deporte   | Evento                     |
| --- | --------- | -------------------------- |
| Oro |           |                            |
| Carlos Manuel Conceição | Atletismo | 200 m B1 masculino         |
| Carlos Manuel Conceição | Atletismo | 400 m B1 masculino         |
| Paulo de Almeida | Atletismo | 1500 m B1 masculino        |
| Plata |           |                            |
| Paulo de Almeida | Atletismo | 5000 m B1 masculino        |
| Fernando Costa | Bochas    | Individual C2 mixto        |
| Fernando Bento João Cardoso José Couto José Dias Carlos Amaral Ferreira Cândido Machado Jerónimo Pereira Mário Santos Rui Santos Correia Arlindo Silva Hélder Teixeira | Fútbol 7  | Torneo masculino           |
| Bronce |           |                            |
| Paulo de Almeida | Atletismo | 800 m B1 masculino         |
| Rui Santos Correia José Dias Mário Santos António José Silva | Atletismo | 4 × 100 m C5-8 masculino   |
| Susana Barroso | Natación  | 50 m espalda S3-4 femenino |